# Claudio de Bartolo
Claudio de Bartolo (* 6. Dezember 1975) ist ein Schweizer Musiker, Sänger und Musiklehrer aus dem Kanton Zürich. 

## Beruf
Er studierte am Konservatorium in Winterthur die Fächer Akkordeon und Klavier und erlernte das Spiel auf dem Schwyzerörgeli und dem Keyboard. 1994 gründete er eine Musikschule, 1997 schrieb er ein Musical. Heute lebt er als selbständiger Musiklehrer in Stallikon. Nebenbei interpretiert er volkstümliche Schlager, grösstenteils in schweizerischer Mundart. Auftritte 1999, 2001, 2005 und 2006 beim Grand Prix der Volksmusik machte ihn auch in Deutschland bekannt.

## Diskografie
Alben
- 1999: Zwischen Tränen und Küssen (Glory Music/VM Records)
- 2001: Jeder neue Tag bringt kleine Wunder (Glory Music/Tyrolis)
- 2005: Ich hab' heute nacht mein Herz gefragt (MCP Sound & Media/Tell Music)
- 2008: AHV Charts 1: Unvergessliche Hits mit Claudio De Bartolo (CB Music)

Singles
- Eine Reise in die Zärtlichkeit
- Ich bin kein Musterknabe
- Ich hab heut Nacht mein Herz gefragt
- Was ich dir verdanke
- Wer spricht die Sprache der Musik
- Zauber der Zeit